# Три дерева (Рембрандт)
Три дерева (Рембрандт) - один з офортів 1643 року , що створив голландський художник Рембрандт.
Перед глядачем художник подав берег річки та пагорб, на якому ростуть три великих дерева. Вони першими впадають у око, як і дощова хмара і перші струмені дощу, який щойно почався. Але Рембрандт добре знає про пристрасть до довгого і неквапливого розгляду подробиць твору мистецтва, притаманну сучасникам. І цей неквапливий розгляд тепер вже сучасним нетерплячим глядачем викликає здивування. Бо на аркуші, якій вважають найбільшим пейзажем художника в офорті, є панорамне відображення якогось міста, можливо Амстердама,  неораних полів, пастуха з коровами, ледь помітного вітряка в даличині, берега з кущами поблизу, де сидить рибалка, що нічого ще не піймав, його дружина з кошиком і навіть пара коханців, що сховалися від неприємних поглядів несподіваних свідків.
Серед поціновувавчів творчого доробку голландського художника і графіка офортиста Геркулеса Сегерса - був і сам Рембрандт. Зацікавлений в підвищенні власної майстерності, Рембрандт, що не був на стажуванні в Італії, придбав на аукціоні дошки-матриці Геркулеса Сегерса по його смерті, а матрицю-дошку  « Втеча Св. Родини в Єгипет» - переробив на власний офорт. Засмучує дослідників творчості Рембрандта і панорамність уславленого аркушу Рембрандта « Три дерева» бо вона - цілком Сегерсова. Ймовірно, і цю дошку-матрицю переробив Рембрандт з оригіналу Сегерса. Поціновував офорти Сегерса і талановитий пейзажист Якоб ван Рейсдал, що теж іноді звертався до техніки офорту.